# Штранд
45° 14′ 10″ С; 19° 50′ 53″ И / 45.236111° С; 19.848056° И
Штранд је популарна плажа у Новом Саду. Налази се на Дунаву, у близини Моста слободе и важи за једну од најуређенијих плажа на целом току реке. Званично је отворена 1911. године, али локално становништво користило ју је годинама раније.
Име Штранд потиче од немачке речи Strand што у преводу значи плажа.

## Историја
Средином 19. века на левој обали Дунава постојао је пешчани спруд, којег су мештани звали Полој. Он је годинама служио као појило за животиње, од којих је највише било волова. С развојем града, јавља се и потреба за плажом те се Полој преуређује у Штенглова купатила, такозване швимшуле, што на немачком значи школа пливања.На реци су постављени сплавови са бурадима везаним за балване.
Купалиште је у почетку било подељено на женски и мушки део. Уз купљену улазницу добијао се и купаћи костим, мада је већина девојака долазило у сопственим костимима. За кућни ред на швимшулама био је задужен управник полиције који је одмеравао дужину сукњи на женским купаћим костимима и водио рачуна да се мушкарци не шетају голи. Све је морало задовољити строга правила, о чему говори и податак да би се свакој жени са обнаженим грудима, доживотно забранио улазак на купалиште.
Већ 1912. је Штранд имао организовану стражарску и спасилачку службу, а били су ангажовани и учитељи пливања. Изградњом три реда дрвених кабина 1913. године, потом билетарнице са два шиљата торња и дрвеним окретаљкама за пролаз, бараке за бицикле, тушеве, угоститељске објекте, салетле, трамболине, скакаонице и везу за бродове за изнајмљивање, Штранд је, уз пажљиво негован зеленило и густе дрвореде, пружао  висок комфор и завидан утисак светске отмености.
Године  плажа је била дугачка 500 и широке 60 метара. Ty се налазио фризерски салон, посластичарница и неколико киоска. До 1920. године Штранд је добио ресторан, павиљон за музичаре. Поседовање сопствене кабине на купалишту или претплатних улазница било је ствар престижа бољестојећих грађана. Свакога дана, из Железничке улице полазио је мали моторни воз Трчика.
Трчика је у ствари био обожавани трамвај. Први електрични трамваји почели су да возе новосадским улицама 1911. заменивши омнибусе које су вукли коњи. У почетку систем је бројао 19 возила и сва су била произведена у Пешти. Када је први пројурио њиховим градом многи Новосађани у чуду су гледали кола жуте боје, а мештани околних места често су свраћали до града тек да би се у њима провозали. Трчика је била посебно популарна, њу су волеле генерације посебно зато што је из центра саобраћала право до Штранда, главног градског купалишта и Дунава. После се због јефтине нафте прешло на модерне аутобусе, трчике су истиснуте из саобраћаја 1958, а до Штранда је почело да се долази на друге погоне.
Још од оснивања плажа позната је по разним спортским дешавањима попут пицигина, кечкета - то јест тениса која се игра с руком, курендола илити тениса која се игра ногом и тениса који се игра главом и који је настао на дунавским обалама. На плажу се стизало и бродицама и фијакерима, а долазили су и многи виђенији песници, политичари, писци, уметници. Милош Црњански је Штранд истицао као највећу знаменитост Новог Сада.
На седам хектара зелених На седам хектара зелених површина и исто толико пешчаних површина налази се више од 400 стабала дрвета, углавном аутохтоних врста, цветне гредице, расадника, украсно шибље, травњаци. На 700 метара дугој плажи постоји 830 кабина, а од првог дана маја до последњег дана септембра преко капија пролази преко милион људи. Такође, потез Дунава око Новог Сада је једно од ретких места где се може једрити, с обзиром да је река овде изузетно широка и да постоји и неколико рукаваца у којима је вода врло мирна. Сваког лета на Штранд свраћају и учесници Дунавске регате, која важи за најдужу регату на свету.

## Новосадска рација
Дана 21. јануара 1942. године, мађарске фашистичке снаге почеле су погром над Србима и Јеврејима у Новом Саду, познатији као Новосадска рација. За три дана убијено је између 1300 и 2000 грађана. Ухапшени грађани, камионима или пешака, били су доведени пред сам улаз на Штранд. Постројени у редове, чекали су одлазак до саме обале Дунава где су убијени и рањени. Беживотна и рањена тела, војници су гурани под лед.